# Lei Clijsters
Leo Albert Jozef Clijsters (Opitter, 1956. november 6. – Meeuwen-Gruitrode, 2009. január 4.) belga válogatott labdarúgó, edző. Pályafutása során többek között a Thor Waterschei és a Mechelen együttesében játszott. A belga válogatottal egy Európa-bajnokságon és két világbajnokságon szerepelt. Kim és Elke Clijsters profi teniszezők édesapja.

## Pályafutása

### Klubcsapatban
Opitterben született. Pályafutását is szülővárosában kezdte az Opitter FC csapatában. 1973-ban a Club Brugge játékosa lett, ahol két év alatt mindössze egy mérkőzésen kapott lehetőséget. 1975 és 1977 között a Patro Eisden együttesében játszott. 1977 és 1982 között a KSK Tongerenben szerepelt. 1982 és 1986 között a Thor Waterschei csapatát erősítette. 1986-tól 1992-ig a KV Mechelen színeiben belga bajnokságot, belga kupát, kupagyőztesek Európa-kupáját és UEFA-szuperkupát nyert. 1993-ban az RFC Liège játékosaként fejezte be a pályafutását.

### A válogatottban
1983 és 1991 között 40 alkalommal szerepelt a belga válogatottban és 3 gólt szerzett. Részt vett az 1986-os és az 1990-es világbajnokságon, ahol az Uruguay elleni csoportmérkőzésen gólt szerzett, csapata pedig 3–1-re győzött.

### Edzőként
37 évesen kezdte az edzősködést a Patro Eisden csapatánál, ahol egy évet dolgozott, majd KAA Gent edzője lett 1994-ben. Később dolgozott a KFC Lommel SK (1998 július–december), a K Tesamen Hogerop Diest (két időszakban, 1999–2000 és 2000 november – 2001 június között) és a Mechelen csapatánál (2000 július–november). A 2007–08-as idényben a Tongeren edzője volt.
2009. január 4-én, 52 éves korában hunyt el.

## Sikerei
KV Mechelen
- Belga bajnok (1): 1988–89
- Belga kupa (1): 1986–87
- Kupagyőztesek Európa-kupája (1): 1988
- UEFA-szuperkupa (1): 1988

Egyéni
- Az év belga labdarúgója (1): 1988